# Malaga (wino)

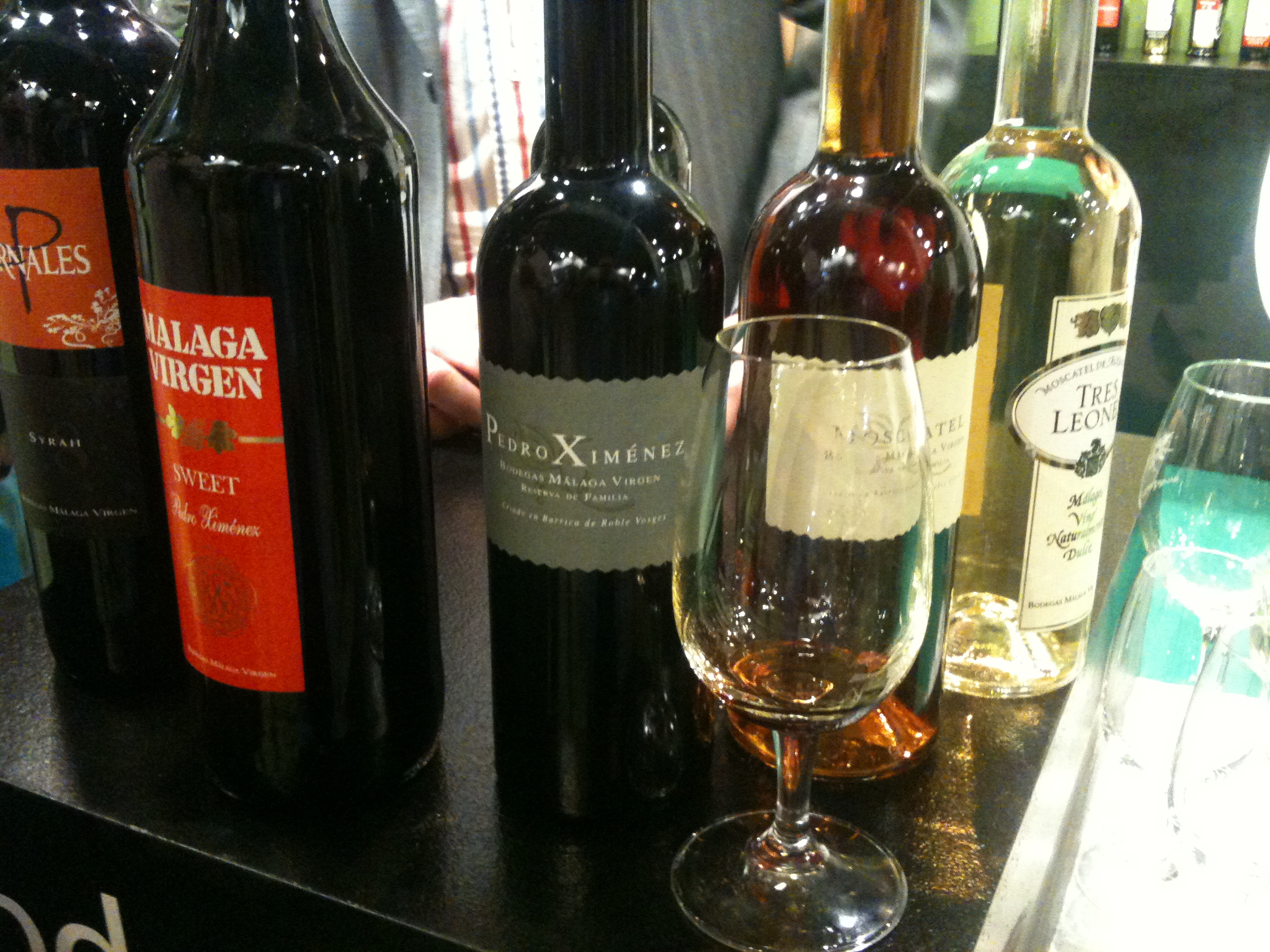
Malaga w butelkach

Malaga – słodkie, deserowe wino hiszpańskie z podsuszonych winogron szczepów pedro ximénez i muscat de alexandria, o charakterystycznej gęstej konsystencji i słodkim aromacie przywołującym na myśl rodzynki oblane karmelem. Kolor zależy od wieku, metody starzenia, poziomu cukru i proporcji użytych odmian winogron.
Wino produkuje się w okolicach miasta Malaga, od którego wzięło nazwę, na obszarze uregulowanym prawnie (Malaga DO). 
Największą popularnością cieszyła się malaga w XIX wieku, zwłaszcza w Wielkiej Brytanii. Gusta od tego czasu uległy takiej zmianie, że na przełomie XX i XXI wieku, mimo znakomitej jakości produktu, głównymi nabywcami są turyści.
Wyróżnia się następujące rodzaje malagi:
- Dulce Color (dosładzana koncentratem gronowym zwanym arrope)
- Lágrima (wyjątkowo wonna)
- Moscatel (z silnym aromatem rodzynek, podobna do sherry)
- Old Solera (o dużej złożoności, stosunkowo wytrawna)
- Oscuro (dosładzana arrope i barwiona winem)
- Pajarette (o wyższej zawartości alkoholu)
- Pedro Ximénez (jednoodmianowa, o intensywnym smaku)
- Seco (wytrawna, o jasnym kolorze).